# Xã Lovington, Quận Moultrie, Illinois
Xã Lovington (tiếng Anh: Lovington Township) là một xã thuộc quận Moultrie, tiểu bang Illinois, Hoa Kỳ. Năm 2010, dân số của xã này là 1.623 người.